# Zračna fotografija
Zračna fotografija ili aerofotografija je postupak snimanja fotografija na Zemlji s uzvišenog položaja. Termin se obično odnosi na snimke snimljene kamerom koja se ne nalazi na strukturi na zemlji. Kamere se mogu držati u ruci ili mogu biti na postolju, a fotografije može snimiti fotograf na daljinu ili automatski. Kao platforme za zračnu fotografiju mogu poslužiti letjelice s fiksiranim krilima, helikopteri, baloni, cepelini i dirižabli, rakete, zmajevi, motke i padobrani.

## Povijest
Zračnu fotografiju prvi je izradio francuski fotograf i balonist Gaspard-Félix Tournachon poznat kao "Nadar" nad Parizom 1858. godine. Prva upotreba filmske kamere montirane na letjelicu težu od zraka dogodila se 24. travnja 1909. nad Rimom kada je snimljen nijemi film u trajanju od 3:28 pod nazivom Wilbur Wright und seine Flugmaschine.
Prvu specijalnu poluautomatsku zračnu kameru dizajnirao je 1911. ruski vojni inženjer Colonel Potte V. F. Ova zračna kamera koristila se tijekom Prvog svjetskog rata.
Uporabu zračne fotografije u vojne svrhe proširili su tijekom Prvog svjetskog rata mnogi avijatičari poput Freda Zinna. Jedna od prvih poznatih bitaka bila je ona kod Neuve Chapellea.

## Uporaba fotografije
Zračna fotografija ili zračno snimanje koristi se u kartografiji (posebice u fotogrametrijskim izmjerama koje su često osnova topografskim kartama), planiranju uporabe zemljišta, arheologiji, filmskoj produkciji, studijama o okolišu, videonadzoru, tržišnom oglašavanju i umjetničkim projektima. U SAD-u zračni fotografi rade na projektima analize vlasništva. Zračni snimci često se obrađuju u sustavu GIS-a.
Napredak u radio-kontroliranim modelima omogućio je letjelicama modelima obavljanje zračnog snimanja na malim visinama. To je doprinijelo oglašavanju nekretnina u kojem komercijalno i rezidencijalno vlasništvo čine fotografski subjekt. Velikim ekipiranim letjelicama zabranjeni su niski letovi nad naseljenim područjima. Modelne letjelice malih dimenzija nude povećan fotografski pristup prethodno zabranjenim područjima. Minijaturna vozila ne zamjenjuju velike letjelice jer su velike letjelice sposobne za dulja letenja, veće visine i nosidbu veće opreme. Minijaturna vozila ipak su korisna u svim situacijama u kojima bi velike letjelice bile opasne za djelovanje. Primjeri takvih situacija uključuju inspekciju transformatora na dalekovodima te spore i niske letove nad poljoprivrednim poljima, pa se to postiže radio-kontroliranim helikopterima velikih dimenzija. Profesionalne, žiroskopski stabilizirane platforme za kameru dostupne su za korištenje pod takvim modelima; veliki modelni helikopter s benzinskim motorom od 26 ccm može ponijeti teret od približno sedam kilograma.
Budući da se u SAD-u sve vidljivo iz javnog prostora smatra izvan granica privatnosti, zračna se fotografija može legalno koristiti u dokumentiranju obilježja i pojava na privatnom vlasništvu.

## Ortofoto
Vrlo uobičajena primjena zračne fotografije je stvaranje ortofota – fotografija koje su "ispravljene" tako da se mogu koristiti kao karte. Ortofoto(grafija) je simulacija fotografije snimljene s beskonačne udaljenosti koja gleda prema dolje. Perspektiva se očito mora ukloniti, a varijacije terena također se trebaju ispraviti. Mnogostruke geometrijske transformacije apliciraju se na snimak ovisno o perspektivi i potrebnim terenskim korekcijama na određenom dijelu snimka.
Ortofoto se obično koriste u geografskim informacijskim sustavima koje koriste kartografske agencije (npr. Državna geodetska uprava) za izradu karata. Jednom kad se snimci poredaju ili 'registriraju' s poznatim realnim koordinatama, oni mogu ući u široku primjenu.
Veliki skupovi ortofotografija tipično dolaze iz mnogih izvora i podijeljeni su u "kvadrate" (veličina svakog je 256 x 256 piksela), te se široko koriste u mrežnim sustavima karata poput Google Mapsa.  OpenStreetMap nudi mogućnost uporabe sličnih ortofotografija za dobivanje novih kartografskih podataka. Google Earth aplicira ortofot na digitalni elevacijski model radi simulacije 3D krajobraza.

## Istaknuti zračni fotografi
- Roger Agache (* 1926)[5]
- Ladislaus Almásy (1895–1951)
- Otto Braasch (* 1936)
- Boris Carmi (1914–2002)
- O. G. S. Crawford (1886–1957)
- Antoine de Saint-Exupéry (1900–1944)
- Georg Gerster (* 1928)
- Roger Henrard (1900–1975)[6]
- Gerhard Launer (* 1949)
- Walter Mittelholzer (1894–1937)
- Nadar (1820–1910)[7]
- Irwin Scollar (* 1928)
- Eduard Spelterini (1852–1931)

## Više informacija
- Zračna arheologija
- Umjetnost zračnog krajolika
- Avijacijska fotografija
- Douglas Douglas-Hamilton, 14th Duke of Hamilton snimak leta iznad Mount Everesta iz 1932.
- Fairchild K-20 rana zračna kamera
- National Monuments Record javni arhiv engleske baštine koji posjeduje jednu od najvećih zbirki zračnih fotografija Engleske
- Astrocam
- Oracle modelna fotografska raketa
- Piktometrija
- Fotogrametrija
- Daljinska istraživanja
- Satelitsko snimanje
- Bespilotna letjelica
- ViewGL
- Bitka kod Neuve Chapellea
- Federal Aviation Regulations

## Vanjske poveznice
- Zračna fotografija i daljinska istraživanja  Arhivirana inačica izvorne stranice od 30. listopada 2014. (Wayback Machine)
- PAPA Professional Aerial Photographers Association
- RCAPA  Arhivirana inačica izvorne stranice od 31. ožujka 2009. (Wayback Machine) Remote Control Aerial Photography Association